# 弗朗斯维尔
弗朗斯维尔（法語：Franceville），原名马苏库，是加蓬的一座城市，位于该国东南部，是上奥果韦省的首府，人口约22,000。该城是矿区贸易中心，座落于奥果韦河东岸，是加蓬铁路和N3公路的终点，邻近莫安达锰矿。